# Violetneklori
De violetneklori (Eos squamata) is een vogel uit de familie Psittaculidae (papegaaien van de Oude Wereld). Deze lori komt voor op diverse eilanden in Wallacea, eilanden tussen Sulawesi en Nieuw-Guinea (Indonesië).

## Herkenning
De vogel is 27 cm lang en overwegend rood gekleurd met een oranje snavel. De veren op de kraag zijn paarsblauw, de buik en onderstaartdekveren zijn donkerpaars. Op de vleugels heeft de vogel ook donkerpaarse vlekken. De poten zijn grijs.

## Verspreiding en leefgebied
Deze soort is endemisch op eilanden  in het oosten van de Indische Archipel, gelegen tussen Sulawesi, de Filipijnen, Nieuw-Guinea en Timor.
De soort telt drie ondersoorten:
- E. s. riciniata: noordelijke Molukken van Morotai tot Damar
- E. s. obiensis: Obi en Bisa.
- E. s. squamata: de eilanden Gebe (oostelijk van of Halmahera), Waigeo, Batanta en Misool.

Het leefgebied bestaat uit diverse typen laaglandbos, waaronder ook aangetast bos met ondergroei en aangeplant bos zoals kokospalmplantages maar ook ongerept montaan tropisch bos tot 1220 m.

## Status
De violetneklori heeft een vrij groot verspreidingsgebied en daardoor is de kans op uitsterven klein. De vogel is plaatselijk talrijk. De populatie wordt misschien in geringe mate aangetast door exploitatie (vangst voor kooivogelhandel) en habitatverlies. Er gelden beperkingen voor de handel in deze lori, want de soort staat in de Bijlage II van het CITES-verdrag maar het is geen bedreigde vogelsoort.